# Седрамић
Седрамић је насељено мјесто у саставу града Дрниша у Далмацији, у Шибенско-книнској жупанији, Република Хрватска.

## Географија
Налази се око 10 км југоисточно од Дрниша, у подножју планине Мосећ.

## Историја
Током рата у Хрватској (1991—1995), село је било под хрватском контролом, у пограничној зони према Републици Српској Крајини.

## Култура
У Седрамићу се налази римокатоличка црква Пресветог Тројства из 19. вијека.

## Становништво
На попису из 1900. године, било је 9 православаца и 4 унијата, од укупно 620 становника села. Према попису из 1991. године, Седрамић је имао 391 становника, од чега 387 Хрвата, 1 Србина и 3 остала. Према попису становништва из 2001. године, Седрамић је имао 238 становника. Насеље је према попису становништва из 2011. године имало 206 становника.
У засеоку Трива су раније живјели Срби, који су 1832. прешли у унијате, а на крају 19. вијека у римокатолике, односно Хрвате.
| Демографија | Демографија | Демографија |
| Година      | Становника  | Становника  |
| ----------- | ----------- | ----------- |
| 1961.       | 615         |             |
| 1971.       | 575         |             |
| 1981.       | 443         |             |
| 1991.       | 391         |             |
| 2001.       | 238         |             |
| 2011.       |             | 206         |

## Попис 1991.
На попису становништва 1991. године, насељено место Седрамић је имало 391 становника, следећег националног састава:
| Попис 1991.‍  | Попис 1991.‍  | Попис 1991.‍ | Попис 1991.‍ | Попис 1991.‍ |
| ------------ | ------------ | ----------- | ----------- | ----------- |
|              |              |             |             |             |
| Хрвати       | Хрвати       |             | 387         | 98,97%      |
| Срби         | Срби         |             | 1           | 0,25%       |
| неопредељени | неопредељени |             | 1           | 0,25%       |
| непознато    | непознато    |             | 2           | 0,51%       |
| укупно: 391  |              |             |             |             |